# 10106 Лерграв
10106 Лерграв (10106 Lergrav) — астероїд головного поясу, відкритий 1 березня 1992 року.
Тіссеранів параметр щодо Юпітера — 3,544.
Названий ім'ям одного з раукарів острова Готланд.